# コールドフット (アラスカ州)
コールドフット（英: Coldfoot）はアメリカ合衆国アラスカ州ユーコン・コユクック国勢調査地域にある村である。人口は34人（2020年国勢調査）。

## 産業
かつてはワイズマンとともに金採掘で栄えた。現代ではパイプラインとダルトンハイウェイが通っており、世界最北のドライブインであるColdfoot Campがある。オーロラが見られることがあり、北海道テレビのバラエティ番組『水曜どうでしょう』の企画でオーロラを見るために出演陣一行が訪れた。その後、水曜どうでしょうのファンが度々当地を訪れている。

## 交通アクセス
ダルトンハイウェイ経由でフェアバンクスよりおよそ400km。

世界最北のドライブイン